# Myrskylä
Myrskylä  [ˈmyrskylæ] (schwed. Mörskom) ist eine Gemeinde im Süden Finnlands mit 1764 Einwohnern (Stand 31. Dezember 2022). Sie liegt in der Landschaft Uusimaa (bis zum 31. Dezember 2010 in der Landschaft Itä-Uusimaa) ca. 30 km nördlich von Porvoo und 75 km nordöstlich der Hauptstadt Helsinki. 11 % der Einwohner sind Finnlandschweden, offiziell ist die Gemeinde zweisprachig mit Finnisch als Mehrheits- und Schwedisch als Minderheitssprache.
Neben dem Ortszentrum gehören zur Gemeinde die Dörfer Hallila, Hyövinkylä, Jaakkola, Kankkila, Koukjärvi, Kreivilä, Kylmäsuo, Muttila, Myllykylä, Paavola, Pakila und Sopajärvi.
Die Gemeinde Myrskylä besteht seit 1636, als sie von der Nachbargemeinde Pernå gelöst wurde.
Myrskylä ist der Geburtsort des Langstreckenläufers und viermaligen Olympiasiegers Lasse Virén. Virén wurde später Parlamentsabgeordneter und ist nach wie vor in Myrskylä wohnhaft.